# 二本松神社
二本松神社（にほんまつじんじゃ）とは福島県二本松市本町にある神社である。旧社格は県社である。

## 概要
旧二本松藩の総鎮守として信仰され、熊野宮と八幡宮が合祀されていることから『御両社』とも呼ばれた。
社伝によれば、創建は久安年間とされ二本松に地頭として入った安達盛長が塩沢田地ヶ岡に居を構えた際に熊野権現を「熊野宮」として祀ったことに始まる。その後、奥州探題だった畠山満泰が田地ヶ岡から白旗ヶ峰に居を移し、二本松城と称した。この際、「熊野宮」も城内に遷座、畠山氏の氏神である八幡大神を祀る「八幡宮」と合祀された。
寛永20年 (1643年)、二本松藩の藩主として入った丹羽光重は扶持米80石と社領25石を寄進。祭神の霊夢を見て社領50石をさらに寄進し現在地に遷座させ、二本松藩の総鎮守として領民が誰でも参拝できるよう解放した。
光重はこの時、歴代城主の守護神であった八幡宮を下座である左側に、領民の守護神であった熊野宮を上座である右側に祀った。
寛政6年 (1794年)に火災によって社殿が消失し、文化3年 (1806年)に現在の社殿が再建された。参道の随神門は翌年の文化4年(1807年)に建てられたもの。

## 祭神
- 伊邪那美命・速玉男之命・事解男之命
- 品陀和気命・息長足姫命

上段の三柱は「熊野宮」の祭神熊野権現であり、下段の二柱は「八幡宮」の祭神八幡大神である。
境内社として御三社があり、祭神は少彦名命・事代主命・菅原道真である。

## 例大祭
例大祭は10月の第一土日月の三日間。

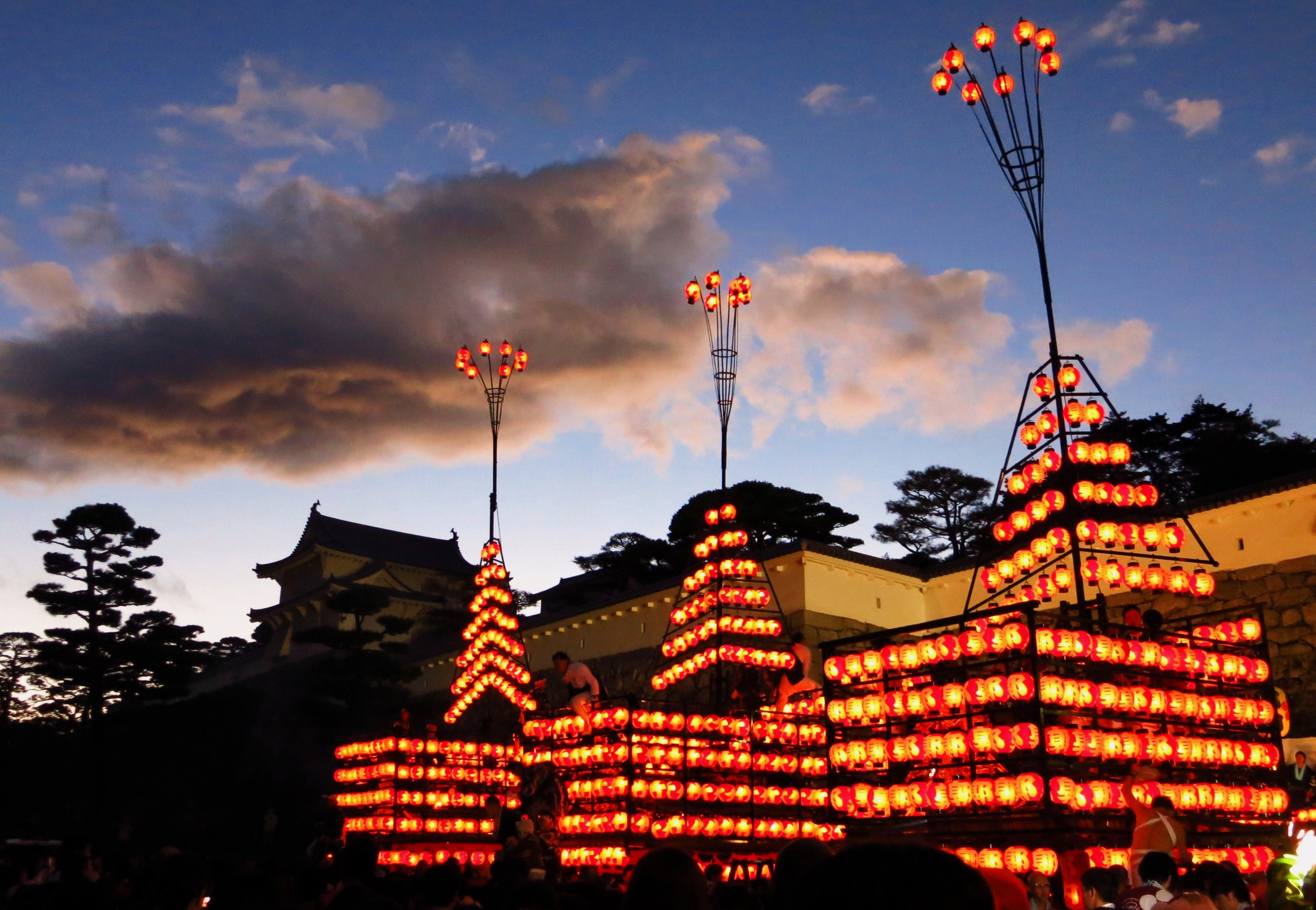
二本松の提灯祭り

「二本松の提灯祭り」として知られ、氏子町内の本町・亀谷・竹田・松岡・根崎・若宮・郭内の七町が曳き回す七台の太鼓台という山車に300個余りの提灯を付けて練り歩く祭りで日本三大提灯祭りの一つとして数えられる。

## アクセス
JR二本松駅から徒歩3分。